# Cephaloscyllium maculatum
Cephaloscyllium maculatum е вид акула от семейство Scyliorhinidae.

## Разпространение
Видът е разпространен в Провинции в КНР и Тайван.